# Sovīrū
Sovīrū (persiska: سویرو) är en ort i Iran.   Den ligger i provinsen Västazarbaijan, i den nordvästra delen av landet, 500 km väster om huvudstaden Teheran. Sovīrū ligger 1 291 meter över havet och antalet invånare är 284.
Terrängen runt Sovīrū är huvudsakligen kuperad, men åt nordost är den bergig.Runt Sovīrū är det ganska tätbefolkat, med 80 invånare per kvadratkilometer. Närmaste större samhälle är Sīser, 2,6 km sydost om Sovīrū. Trakten runt Sovīrū består till största delen av jordbruksmark.